# Tancanne
La Tancanne est une  rivière du sud-ouest de la France, sous-affluent de la Garonne par le Boudouyssou et le Lot.

## Géographie
De 19 km de longueur, la Tancanne prend sa source dans le département de Tarn-et-Garonne commune de Saint-Beauzeil et se jette dans le Boudouyssou dans le département de Lot-et-Garonne à la hauteur de la commune de Penne-d'Agenais.

### Départements et communes traversées
- Tarn-et-Garonne  : Saint-Beauzeil
- Lot-et-Garonne : Hautefage-la-Tour, Auradou, Massoulès, Frespech, Massels, Penne-d'Agenais.

### Organisme gestionnaire
Une structure intercommunale, le Syndicat d'aménagement du Boudouyssou et de la Tancanne, réalise des travaux d'intérêt général autour de ce cours d'eau.

## Principaux affluents
- Ruisseau de Lartigue : 5,1 km
- Ruisseau de Combe-Lou-Bas : 3,5 km
- Ruisseau de Lestaque : 6,7 km
- Ruisseau des Agrassous : 3,8 km
- Ruisseau de Barlet : 3 km

## Hydrologie
Alimentation pluviale, explique les sautes de son débit, les crues brutales lors d'orage qui peuvent prendre, parfois, un caractère catastrophique.